# Крестовидка
Крестовидка, Крестообразник или Круциата (лат. Cruciata) — род травянистых растений семейства мареновых. Род включает в себя девять видов. Распространены в Европе, Северной Африке, в южной и центральной Азии от Турции до западных Гималаев на востоке и Алтайских гор в Сибири на севере.

## Список видов
- Cruciata articulata — Ближний Восток: от Египта и Турции до Ирана; также встречается в Крыму и на Кавказе.
- Cruciata elbrussica — Южная Европа от Португалии до России; также Алжир, Марокко, Кавказ и Алтайский горы.
- Cruciata x grecescui — Румыния.
- Cruciata laevipes — Крестовидка гладкаяtypus — Западная Европа от Великобритании и Португалии в Россию; также Иран, Турция, Кавказ и Западные Гималаи.
- Cruciata mixta — Турция.
- Cruciata glabra — Центральная Европа, от Польши до России.
- Cruciata pedemontana — Центральная и Южная Европа, Марокко; также Ближний Восток, Турция, Афганистан.
- Cruciata taurica — от Греции до Туркмении
- Cruciata valentinae — Закавказье.